# O Ribeiro
O Ribeiro egy comarca (járás) Spanyolország Galicia autonóm közösségében, Ourense tartományban. Székhelye . Népessége 2005-ös adatok szerint 20 154 fő volt.

## Települések
A székhely neve félkövérrel szerepel.
- A Arnoia
- Avión
- Beade
- Carballeda de Avia
- Castrelo de Miño
- Cenlle
- Cortegada
- Leiro
- Melón
- Ribadavia